# Pisok, Mostîska
Pisok (în ucraineană Пісок) este un sat în comuna Berehove din raionul Mostîska, regiunea Liov, Ucraina.

## Demografie
Componența lingvistică a localității Pisok
     Ucraineană (100%)
Conform recensământului din 2001, toată populația localității Pisok era vorbitoare de ucraineană (100%).